# Buněčný cyklus

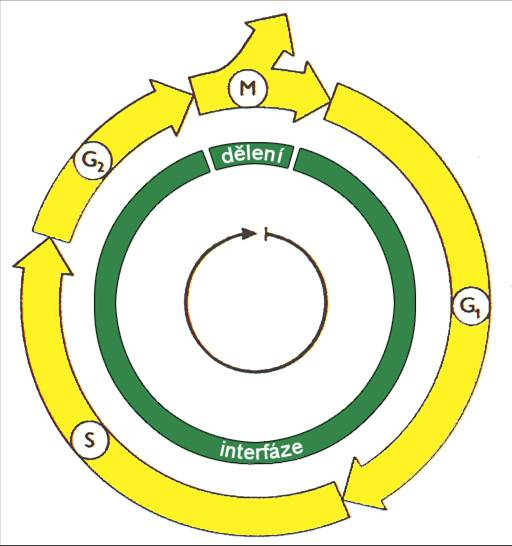
Grafické znázornění buněčného cyklu a jeho fází s důrazem na zachování poměru jednotlivých fází

Buněčný cyklus neboli cyklus dělení buněk je posloupnost událostí, kterými prochází buňka od svého vzniku po rozdělení na dvě dceřiné buňky. U eukaryotických buněk (které mají buněčné jádro) včetně živočišných, rostlinných a houbových buněk se buněčný cyklus skládá ze dvou hlavních fází, interfáze a fáze M, která zahrnuje mitózu a cytokinezi. Buňka tráví většinu času v interfázi, během níž roste, hromadí živiny potřebné pro mitózu, replikuje své chromozomy a připravuje se na buněčné dělení. Poté buňka přejde do fáze M, projde mitózou a replikované chromozomy, organely a cytoplazma se rozdělí do dvou nových dceřiných buněk. Nově vzniklé buňky vstoupí každá do své vlastní interfáze a zahájí nové kolo buněčného cyklu.
Interfáze probíhá ve třech fázích, které se nazývají G1, S, G2. Správný průběh celého buněčného cyklu zajišťují kontrolní mechanismy před jednotlivými fázemi cyklu známé jako kontrolní body buněčného cyklu (checkpoints), které určují, zda buňka může postoupit do další fáze.
U jednobuněčných organismů se organismus rozmnožuje jediným cyklem buněčného dělení, který zajišťuje jeho přežití. U mnohobuněčných organismů, jako jsou rostliny a živočichové, se organismus vyvíjí z jednobuněčného oplozeného vajíčka ve zralý organismus pomocí řady cyklů buněčného dělení. Buněčné dělení je také proces, při kterém se regenerují a hojí vlasy, kůže, krevní buňky a některé vnitřní orgány.

## Fáze
Eukaryotický buněčný cyklus se skládá ze čtyř různých fází: G1 fáze, S fáze a G2 fáze, souhrnně označovaná jako interfáze, a fáze M. Ačkoli jednotlivé fáze interfáze nejsou obvykle morfologicky rozlišitelné, každá fáze buněčného cyklu má odlišný soubor specializovaných biochemických procesů, které připravují buňku na zahájení buněčného dělení. Fáze M se skládá ze dvou úzce propojených procesů: mitózy, při níž se dělí buněčné jádro, a cytokineze, při níž se dělí cytoplazma buňky a buněčná membrána a vznikají dvě geneticky prakticky identické dceřiné buňky. Aktivace každé fáze závisí na správném průběhu a dokončení fáze předchozí. O buňkách, které se dočasně přestaly dělit, se říká, že vstoupily do stavu klidu, který se nazývá fáze G0 nebo klidová fáze. V G0 fázi mohou buňky vydržet i desítky let (nervová či svalová buňka obratlovců).

Schema buněčného cyklu. Vnější kruh: I = Interfáze, M = Mitóza, vnitřní kruh: M = Mitóza, G_{1} = Gap 1, G_{2} = Gap 2, S = Syntéza, mimo kruhy G_{0} = Gap 0 klidová fáze

| Stadium      | Fáze       | Zkratka | Popis |
| ------------ | ---------- | ------- | --- |
| Klidová fáze | Gap 0      | G0      | Buňka opustila cyklus a přestala se dělit.                                                                        |
| Interfáze    | Gap 1      | G1      | Růst buňky. Kontrolní bod G1 zajišťuje, že je vše připraveno k syntéze DNA.                                       |
| Interfáze    | Syntéza    | S       | Replikace DNA |
| Interfáze    | Gap 2      | G2      | Růst a příprava na mitózu. Kontrolní bod G2 zajišťuje, že je vše připraveno na vstup do fáze M (mitózy) a dělení. |
| Dělení buňky | Mitóza     | M       | Dochází k dělení buněk. Kontrolní bod M zajišťuje, že je buňka připravena dokončit buněčné dělení.                |
| Dělení buňky | Cytokineze | M       | Vznikající dceřiné buňky se oddělí.                                                                               |

### G0fáze (klidová)
G0 je klidová fáze, kdy buňka opustila cyklus a přestala se dělit. Touto fází začíná buněčný cyklus. Neproliferující (nedělící se) buňky u mnohobuněčných eukaryont obvykle vstupují do klidového stavu G0 z fáze G1. Tento stav je obvykle dočasný a buňky v něm mohou zůstat i po dlouhou, případně neomezenou dobu (jako je tomu často u plně diferencovaných buněk, například neuronů). Některé buňky setrvávají v G0 fázi po kratší dobu a jsou považovány za postmitotické, např. některé buňky jater, ledvin a žaludku. Mnoho buněk do fáze G0 nevstupuje a pokračuje v dělení po celý život organismu, např. buňky epitelu střev a kůže nebo buňky kostní dřeně.
Slovo „postmitotické“ se někdy používá pro označení jak klidových, tak senescentních buněk. K buněčné senescenci dochází v reakci na poškození DNA a vnější stres a obvykle představuje zástavu ve fázi G1. Buněčná senescence často znamená trvalou zástavu buněčného cyklu a může být biochemickou alternativou k sebedestrukci takto poškozené buňky apoptózou.

### Interfáze
Interfáze představuje fázi mezi dvěma fázemi M. Je to série změn, které probíhají v nově vzniklé buňce a jejím jádře, než se buňka stane opět schopnou dělení. Nazývá se také přípravná fáze nebo intermitóza. Interfáze obvykle trvá nejméně 90 % celkové doby potřebné pro buněčný cyklus a probíhá ve třech fázích, G1, S a G2. Ve fázi G1 dochází k metabolickým změnám, které připravují buňku na dělení. V určitém okamžiku fáze G1, v bodu restrikce, je buňka připravena k dělení a přechází do fáze S. Během ní dochází ke zdvojení obsahu jaderné DNA. Každý chromozom se nyní skládá ze dvou sesterských chromatid. Ve fázi G2 metabolismus buňky vytváří cytoplazmatický materiál potřebný pro mitózu a cytokinezi.

#### Fáze G1(postmitotické období)
První fáze v rámci interfáze, od konce předchozí fáze M do začátku syntézy DNA, se nazývá G1 (z anglického Gap, mezera). Nazývá se také růstová fáze. V této fázi se vysokou rychlostí obnovují biosyntetické aktivity buňky, které jsou během fáze M značně zpomaleny. Délka trvání G1 je velmi variabilní, a to i mezi různými buňkami téhož druhu. V této fázi buňka zvyšuje zásobu nukleotidů a bílkovin, zvyšuje počet organel (např. mitochondrií, ribozomů) a zvětšuje se. Ve fázi G1 má buňka tři možnosti:
- pokračovat v buněčném cyklu a vstoupit do fáze S
- zastavit buněčný cyklus a vstoupit do fáze G0 , ve které probíhá diferenciace
- zastavit se ve fázi G1, po čase může vstoupit do fáze G0 nebo znovu vstoupit do buněčného cyklu

Na konci G1 fáze před vstupem do S fáze se nachází kontrolní bod G1. Nazývá se restrikční bod nebo START a je regulován komplexy cyklinů s cyklin-dependentními kinázami (Cdk) příslušnými pro tento kontrolní bod G1/S, které způsobují přechod z fáze G1 do fáze S. Při průchodu tímto kontrolním bodem se rozhoduje, zda se buňka bude dělit, zda bude dělení oddáleno, nebo případně jestli se buňka vrátí do klidové fáze G0.
Průchod kontrolním bodem G1 může být zastaven prostřednictvím proteinu p53, což je známý nádorový supresor. Pokud je DNA poškozena, p53 buď zprostředkuje pozastavení buněčného cyklu po dobu opravy DNA, nebo, v případě neopravitelného poškození, zprostředkuje apoptózu buňky. Pokud je p53 nefunkční nebo zmutovaný, mohou buňky s poškozenou DNA pokračovat v buněčném cyklu, což vede ke vzniku rakoviny.

#### Fáze S (replikace DNA)
Fáze S začíná zahájením syntézy DNA. Po jejím dokončení jsou replikovány všechny chromozomy, tj. každý chromozom se skládá ze dvou sesterských chromatid. Během této fáze se tedy množství DNA v buňce zdvojnásobilo, ačkoli ploidie a počet chromozomů se nezměnily. Nově vzniklé chromozomy nesou genetickou informaci prakticky identickou s chromozomy, z nichž vznikly a přesně se do nich přepisují i epigenetické modifikace. Rychlost transkripce RNA a syntézy proteinů je během této fáze velmi nízká. Výjimkou je tvorba histonů, k níž dochází převážně během S fáze.

#### Fáze G2(růst)
Fáze G2 nastává po replikaci DNA a je obdobím syntézy bílkovin a rychlého růstu buňky, který ji připravuje na mitózu. Během této fáze se mikrotubuly začínají reorganizovat a vytvářejí dělicí vřeténko. Na konci G2 fáze se nachází kontrolní bod G2. Před přechodem do mitotické fáze musí být buňky v kontrolním bodě G2 zkontrolovány, zda nedošlo k poškození DNA v chromozomech. Stejně jako v restrikčním bodě G1/S, i zde může protein p53 podle stavu poškození DNA regulovat průchod tímto bodem.

### Fáze M (mitotická)
Fáze M se skládá z dělení jádra (karyokineze) a dělení cytoplazmy (cytokineze). Jedná se o relativně krátké období buněčného cyklu. Mitotická fáze je několikastupňový proces, během něhož se zdvojené chromozomy vyrovnají, oddělí a přesunou na opačné póly buňky a poté se buňka rozdělí na dvě nové identické dceřiné buňky.
První část mitotické fáze, mitóza, se skládá z pěti fází, které uskutečňují jaderné dělení. Druhá část mitotické fáze, nazývaná cytokineze, představuje fyzické oddělení cytoplazmatických složek na dvě dceřiné buňky.

#### Mitóza (dělení jádra)
Mitóza je proces, při kterém eukaryotická buňka rozděluje chromozomy ve svém buněčném jádře na dvě identické sady ve dvou jádrech. Během mitózy se páry chromozomů kondenzují a připojují k mikrotubulům dělicího vřeténka, které táhnou sesterské chromatidy na opačné strany buňky. Mitóza se skládá z pěti fází, které uskutečňují jaderné dělení:
- profáze
- prometafáze
- metafáze
- anafáze
- telofáze

1 Interfáze G_{2}, 2 Profáze, 3 Prometafáze, 4 Metafáze, 5 Anafáze, 6 Telofáze

Na přechodu metafáze a anafáze se nachází další kontrolní bod, který kontroluje připojení chromozómů k mitotickému vřeténku, aby mohlo dojít ke správnému oddělení chromozómů k opačným pólům buňky.
Mitóza probíhá výhradně v eukaryotických buňkách, ale u různých druhů probíhá různými způsoby. Například živočišné buňky procházejí „otevřenou“ mitózou, při níž se jaderný obal rozpadá před oddělením chromozomů, zatímco houby, jako je Aspergillus nidulans a Saccharomyces cerevisiae (kvasinky), procházejí „uzavřenou“ mitózou, při které se chromozomy dělí uvnitř neporušeného buněčného jádra.

#### Cytokineze (oddělení všech buněčných složek)
Po mitóze bezprostředně následuje cytokineze, která rozdělí jádro, cytoplazmu, organely a buněčnou membránu na dvě buňky obsahující přibližně stejný podíl těchto buněčných složek. Cytokineze probíhá u rostlinných a živočišných buněk odlišně. Zatímco v živočišných buňkách tvoří buněčná membrána drážku, která se postupně prohlubuje a odděluje cytoplazmu, v rostlinných buňkách vzniká buněčná destička, která ji odděluje. Poloha buněčné destičky je určena polohou preprofázového pásu mikrotubulů a aktinových filament. Mitóza a cytokineze společně určují rozdělení mateřské buňky na dvě dceřiné buňky, geneticky identické navzájem i s mateřskou buňkou. Tento proces časově zabírá přibližně 10 % buněčného cyklu.
Protože cytokineze obvykle probíhá společně s mitózou, často se pojem „mitóza“ používá zaměnitelně s „fází M“. Existuje však mnoho buněk, kde mitóza a cytokineze probíhají odděleně a vytvářejí jednotlivé buňky s více jádry v procesu zvaném endoreplikace. K tomu dochází nejčastěji u hub a slizových plísní, ale i u živočichů mohou cytokineze a mitóza probíhat nezávisle, například v určitých fázích embryonálního vývoje octomilek nebo u člověka v případě megakaryocytů, svalových buněk příčně pruhovaných svalů či hepatocytů. Chyby v mitóze mohou vést k zániku buňky apoptózou nebo způsobit mutace, které mohou vést k rakovině.

## Regulace buněčného cyklu
Kontrolní systém buněčného cyklu monitoruje kompletnost kroků v cyklu a u eukaryotických buněk zahrnuje procesy klíčové pro přežití buňky, včetně detekce a oprav genetického poškození, prevence nekontrolovaného buněčného dělení či vyslání inhibičních signálů blokujících buněčný cyklus v kontrolních bodech. Molekulární děje, které řídí buněčný cyklus, jsou uspořádané a jednosměrné, to znamená, že jednotlivé procesy probíhají postupně po sobě a cyklus není možné „zvrátit“. Poruchy regulačního cyklu mohou vést k nádorovému bujení.
Buněčný cyklus je regulován extracelulárními signály z prostředí a také vnitřními signály, které monitorují a koordinují různé buněčné procesy, jako je růst buněk, replikace DNA a mitóza. K tomu slouží řada kontrolních bodů, které regulují postup různými fázemi buněčného cyklu.

### Kontrolní body buněčného cyklu (checkpoints)
Kontrolní body zajišťují připravenost buněk ke vstupu do další fáze buněčného cyklu. Zvláštní pozornost je při tom věnována tomu, aby dceřiným buňkám nebyla předána poškozená nebo neúplná DNA. Existují tři hlavní kontrolní body:
- kontrolní bod G1/S – buňka kontroluje, zda má dostatek surovin k úplné replikaci DNA (nukleotidové báze, DNA syntázu, chromatin atd.). Nezdravé nebo podvyživené buňce není průchod tímto kontrolním bodem umožněn.
- kontrolní bod G2/M – buňka kontroluje, zda má dostatek cytoplazmy, fosfolipidů a cytoskeletálních a jaderných proteinů pro obě dceřiné buňky a zda je správný čas na replikaci. Existují situace, kdy se musí replikovat mnoho buněk současně (například rostoucí embryo by mělo mít symetrické rozložení buněk, dokud nedosáhne přechodu do poloviny blastuly).
- kontrolní bod metafáze (mitózy) – buňka kontroluje, zda se vytvořilo dělicí vřeténko a zda jsou všechny chromozomy správně navázány svými kinetochorami na jednotlivá vlákna mitotického vřeténka, než začne anafáze.[14]

#### Cykliny a cyklin-dependentní kinázy
Pro postup buňky buněčným cyklem přes různé kontrolní body jsou určující komplexy cyklinů s příslušnými cyklin-dependentními kinázami (Cdk). Za jejich objev získali Leland Hartwell, Timothy Hunt a Paul Nurse v roce 2001 Nobelovu cenu za fyziologii a lékařství.
Cdk jsou proteinkinázy, které se aktivují navázáním příslušných cyklinů a posttranslační modifikací. Katalyzují fosforylační aktivaci bílkovinných substrátů podporujích syntézu DNA a dalších proteinů nutných pro průběh buněčného cyklu. Cdk jsou v buňkách konstitutivně exprimovány, zatímco cykliny jsou syntetizovány ve specifických fázích buněčného cyklu v reakci na různé molekulární signály.
Mezi hlavní regulační komplexy se řadí:
- cyklin D/Cdk4 a Cdk6 reguluje přechod z G1 do S fáze
- cyklin E/Cdk2, který reguluje vstup do S fáze
- cyklin E/Cdk1, který reguluje děje v pozdní G2 fázi
- cyklin B/Cdk1, který reguluje vstup do M fáze

Mnoho genů kódujících cykliny a Cdk je zakonzervováno u všech eukaryontů, ale obecně platí, že složitější organismy mají propracovanější systémy řízení buněčného cyklu, které zahrnují více jednotlivých komponent. Mnoho příslušných genů bylo poprvé identifikováno studiem kvasinek, zejména Saccharomyces cerevisiae, genetická nomenklatura u kvasinek nazývá mnoho z těchto genů cdc (cell division cycle, cyklus buněčného dělení), za kterým následuje identifikační číslo, např. cdc25 nebo cdc20.

#### Nádorové supresory
Nádorové supresory (tumor-supresorové proteiny) brání nekontrolovanému dělení buněk. Nejlépe prozkoumanými regulačními molekulami jsou retinoblastomový protein (pRb), p53 a p21Cip1, které působí především v kontrolním bodě G1:
- pRb (retinoblastomový protein) – kontroluje přechod z G1 do S fáze tím, že inhibuje transkripční faktor E2F. V aktivním, defosforylovaném stavu je pRb vázán na E2F a produkce proteinů nezbytných pro přechod G1/S (zejména cyklinu E a Cdk2) je zablokována. Jak buňka postupuje fází G1, molekuly pRb se postupně fosforylují, až dosáhnou hyperfosforylovaného stavu, ve kterém již nejsou schopny vazby na E2F, a uvolněné molekuly E2F se mohou vázat na DNA a zprostředkovat transkripci genů potřebných pro vstup do S fáze.
- p53 „Strážce genomu“ – aktivuje se při poškození DNA a může zastavit cyklus ve fázi G1 nebo G2, aby se DNA mohla opravit, nebo v případě vážného poškození spustit apoptózu (buněčnou smrt), aby se zabránilo duplikaci poškozených chromozomů
- p21Cip1 – se zvyšující se hladinou p53 se spouští produkce p21Cip1, který se váže na komplexy cyklin/Cdk a inhibuje jejich aktivitu. Když je buňka vystavena většímu stresu, hromadí se vyšší hladiny p53 a p21Cip1, což snižuje pravděpodobnost, že buňka postoupí do další fáze buněčného cyklu.